# Hogna bruta
Hogna bruta là một loài nhện trong họ Lycosidae.
Loài này thuộc chi Hogna. Hogna bruta được Ferdinand Karsch miêu tả năm 1880.